# Jay Timo
Jay Timo, né le 16 octobre 1982 à Funafuti aux Tuvalu, est un footballeur international tuvaluan qui évolue au poste de gardien de but. Il a aussi été joueur de volley-ball.

## Biographie

### Avec l'équipe nationale des Tuvalu
Il joue avec la sélection des Tuvalu lors des Jeux du Pacifique Sud de 2007 aux Samoa. Il a disputé tous les matchs des Tuvalu dans ce tournoi, encaissant vingt-deux buts.
Il participe aux Jeux du Pacifique de 2011, avec l'équipe des Tuvalu de volley-ball, en compagnie de Paenui Fagota, perdant les quatre matchs, terminant dernier du tournoi. 